# Sabor
Sabor-ul (în croată Hrvatski sabor), parlamentul Republicii Croația cu sediul în Zagreb, este organul legislativ central al sistemului politic croat. Cuvântul sabor înseamnă „adunare”, iar în context politic primește sensul de „Parlament”. Mandatul Sabor-ului are o durată de patru ani. În Croația există un sistem unicameral. După alegerile parlamentare din 8 noiembrie 2015, Sabor-ul s-a întrunit în cea de-a opta legislatură de la fondarea Republicii Croația în 1990.

## Istoric
Cuvântul sabor de origine slave și înseamnă adunare. În sensul parlamentului croat, acest cuvânt a fost folosit pentru prima dată în 1848 în anii revoluției croate din 1848, dar foarte repede acest Sabor sa dizolvat, transferând toată puterea lui Ban Jelačić. Noul Sabor a fost convocat doar pe 15 aprilie 1861.

## Structură
Se compune din deputați, al căror număr variază de la 100 la 160. Consiliul este ales prin vot secret universal direct pentru un mandat de trei ani. Mandatele deputaților pot fi prelungite exclusiv în timpul regimului de război.
Acum, funcționează a noua convocare a Parlamentului croat. A fost constituită la 14 octombrie 2016 pe baza rezultatelor alegerilor din 11 septembrie 2016. În Parlament au fost aleși 151 deputați.
Șeful Saborului este Președintele. La 5 mai 2017, la cea de-a treia sesiune a Parlamentului, Gordan Jandrokovich, membru al partidului Partidului Democrat Croat, a fost ales președinte.

## Legături externe
- Materiale media legate de Sabor la Wikimedia Commons
- en The Croatian Parliament Arhivat în 24 septembrie 2015, la Wayback Machine.
- en Internet Television of the Croatian Parliament Arhivat în 1 octombrie 2020, la Wayback Machine.